# کبوتر دل‌خون میندورو
کبوتر دل‌خون میندرو (نام علمی: Galicolumba platenae)، که توسط مانگیان با نام‌های کولو-کولو، لا-دو، مناتاد، مانوک-مانوک، پونای و پونالادا نیز شناخته می‌شود، گونه‌ای از قمری‌های زمینی است که بومی جزیره میندورو، فیلیپین است. . از دست دادن زیستگاه عمدتاً ناشی از استخراج سنگ مرمر به شدت در بحران انقراض و تهدید است. به دلیل خط بیولوژیکی و وضعیت بقای آن، توسط انجمن جانورشناسی لندن به عنوان یک گونه EDGE ثبت شده است.
از آنجایی که یکی از نادرترین پرندگان در جهان است و طبیعتی گریزان دارد و اغلب در زیر پوسته‌های جنگلی پنهان می‌شود، اطلاعات کمی دربارهٔ جمعیت‌های برجای‌مانده آن وجود دارد.

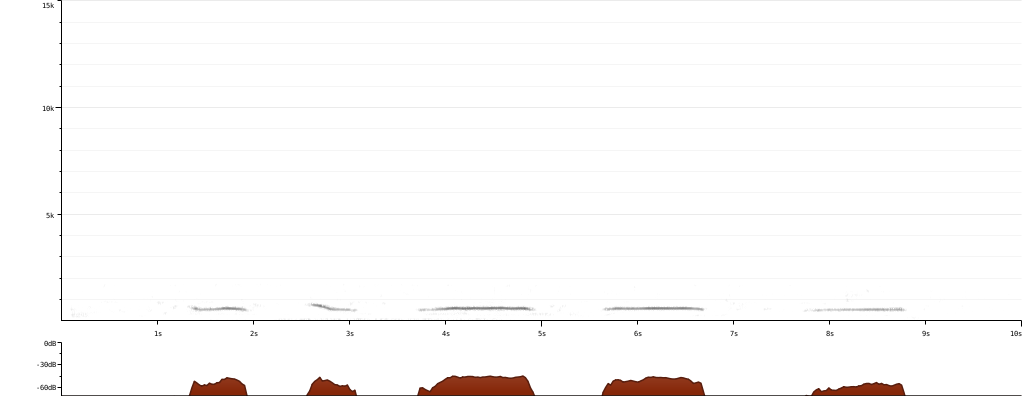
سونوگرام صدای کبوتر دل‌خون میندورو که توسط آلبرت لاستوخین ضبط شده است.